# Silvano Marisa
Silvano Marisa (ur. 27 września 1946 w Boccaldo) – włoski duchowny rzymskokatolicki, saletyn, od 2012 przełożony generalny Zgromadzenia Księży Misjonarzy Saletynów.

## Życiorys
Do nowicjatu wstąpił w 1966. Święcenia kapłańskie przyjął 16 grudnia 1973. Jako kapłan posługiwał w Neapolu, w Rzymie, w Salmacie i w Weronie. Od 1989 roku był prowincjałem Włoch. 24 kwietnia 2012 kapituła generalna wybrała go na generała zakonu saletynów.